# Cosipara chiricahuae
Cosipara chiricahuae är en fjärilsart som beskrevs av Munroe 1972. Cosipara chiricahuae ingår i släktet Cosipara och familjen Crambidae. Inga underarter finns listade i Catalogue of Life.